# Cabut escatós
El cabut escatós (Capito squamatus) és una espècie d'ocell de la família dels capitònids (Capitonidae) que habita a l'Equador iColòmbia.

## Taxonomia i sistemàtica
El cabut escatós és monotípic. Ell i el barbet cabut de capell nevat (Capito maculicoronatus) són espècies germanes i poden formar una superespècie.

## Descripció
El cabut escatós fa de 16 a 18 cm de llarg i pesa de 56 a 64 gr. El mascle té la capçada blanca i el front de color taronja a vermell. El seu cap, excepte la barbeta i les parts superiors són negres. Les plomes blanques d'algunes ales resten visibles quan es dobleguen. La part inferior, des de la barbeta fins al ventre, és de color blanc groguenc, de vegades amb un to ataronjat. Els seus flancs solen tenir taques negres clares i la zona de ventilació és negra. Per contra, la femella presenta un front groc ataronjat, mentre la resta del cap, la gola i el pit són negres. El seu dors negre té fines marques blanques a les cobertores alars.

## Distribució i hàbitat
Es troba a la província d'El Oro, al sud-oest de l'Equador, al nord del departament de Nariño, a l'extrem sud-oest de Colòmbia. Habita les terres baixes humides i les muntanyes, utilitzant boscos primaris i secundaris, així com zones més obertes com granges, horts i pastures arbrades. En altitud sol oscil·lar entre el nivell del mar i els 800 metres, però es pot trobar fins als 1.500 metres en algunes zones.